# 温泉镇 (汝州市)
温泉镇，是中华人民共和国河南省平顶山市汝州市下辖的一个乡镇级行政单位。

## 行政区划
温泉镇下辖以下地区：
温泉村、朱寨村、陈寨村、张寨村、翟楼村、骆庄村、傅岭村、东均田村、南刘村、官东村、官中村、官西村、丁庄村、东程庄村、冯店村、大洼村、榆树园村、邓禹村、西唐村、东唐村、高水泉村、连庄村、连圪垱村、东车坊村、南王庄村、杨寨村、侧崆庄村和赵庄村。